# Heliconius lenaeus
Heliconius lenaeus är en fjärilsart som beskrevs av Gustav Weymer 1890. Heliconius lenaeus ingår i släktet Heliconius och familjen praktfjärilar. Inga underarter finns listade i Catalogue of Life.